# Мордвинов, Александр Николаевич (1792)
Алекса́ндр Никола́евич Мордви́нов (1792, Санкт-Петербург — 1869, Санкт-Петербург) — российский государственный деятель, управляющий III Отделением (1831—1839), вятский гражданский губернатор (1840—1842), впоследствии действительный тайный советник, сенатор.

## Биография
Происходил из дворянского рода Мордвиновых. Сын порховского помещика полковника Николая Михайловича Мордвинова (1768—1844), внук инженер-генерала М. И. Мордвинова.
Родился 5 (16) июня 1792 года, воспитывался в течение двух лет в доме своего дяди, генерала Н. Н. Муравьева, женатого на сестре его отца — Александре Михайловне Мордвиновой, и рос вместе с их сыновьями Александром (декабристом), Николаем (Карсским) и Михаилом (Виленским) Муравьёвыми.
В 10 лет номинально начал службу юнкером в 1-м артиллерийском батальоне (23 мая 1802 года), но через год был уволен с военной службы юнкером из лейб-гвардии Артиллерийского батальона; с 31 мая 1806 по 20 декабря 1809 года служил в департаменте министерства финансов и уже в 16 лет получил чин титулярного советника.
29 ноября 1810 года поступил в Министерство полиции, но в начале Отечественной войны вступил (16 августа 1812 года) в 5-ю дружину Санкт-Петербургского ополчения, с которой принял участие в нескольких сражениях; за Полоцк получил орден Святого Владимира| 4-й степени с бантом[уточнить], 19 октября был в бою при Чашниках, 2 ноября — при Смолянах, 16 ноября — при реке Березине и за отличие в этих боях награждён чином коллежского асессора (16 ноября). В 1813 году он был при взятии крепости Пилау, 13 апреля, прибыв к корпусу, блокировавшему Данциг, находился в нём всё время его осады, 16 августа был послан с отрядом стрелков против неприятельской вылазки и «примерною храбростью сразил их, опрокинул и, вытесняя с позиций, наконец прогнал совершенно и занял данцигский форштадт Ору»; за это Мордвинов был награждён орденом Святой Анны 4-й степени; с 27 августа по 3 сентября он находился на Английских транспортных судах в морских экспедициях против крепостей. 10 июня 1813 года Мордвинов успел получить чин надворного советника, после роспуска ополчения вернулся к своей должности в Министерство Полиции; в 1815 году он был командирован в главную квартиру генерала-фельдмаршала князя Барклая-де-Толли, состоя при генерал-интенданте Е. Ф. Канкрине.
13 августа 1818 году Мордвинов был определён в Собственную Его Величества Канцелярию, где и прослужил до 25 октября 1826 года, когда был переведён в Государственную Канцелярию; назначенный помощником статс-секретаря Государственного Совета (22 января 1829 года), он вскоре (17 февраля 1830 года) был произведён в действительные статские советники, а 1 сентября 1831 года назначен Управляющим III Отделением (на место скончавшегося 27 августа М. Я. фон Фока), став, таким образом, одним из сподвижников А. Х. Бенкендорфа и нередко заменял его в сношениях с А. С. Пушкиным.
С 26 апреля 1832 года Мордвинов был назначен присутствовать в Главном управлении цензуры, 31 декабря 1834 года был пожалован в статс-секретари. На посту управляющего III Отделением ничем особенным не прославился, хотя А. И. Герцен мимоходом упоминает в мемуарах, что Мордвинов был единственным в жандармской среде «инквизитором по убеждению». Способствовал продвижению по службе Леонтия Дубельта, постепенно отодвинувшего своего начальника на задний план, и после увольнения Мордвинова с поста управляющего (18 марта 1839), занявшего его место.
Лермонтов обращался к Мордвинову через его двоюродного брата А. Н. Муравьева с просьбами о заступничестве после запрета драмы «Маскарад» цензурой III отделения. Также Лермонтов обратился к Мордвинову, чтобы избежать гонений за стихотворение «Смерть поэта». Мордвинов не нашёл в первоначальной редакции, без последних 16 строк ничего предосудительного (даже назвал «прекрасным»); однако счёл нежелательной его публикацию.
Числясь с апреля 1840 года при Департаменте внутренних дел, с 10 октября 1840 по 30 августа 1842 года А. Н. Мордвинов был вятским гражданским губернатором; затем — директором Департамента разных податей и сборов (с 30 августа 1842), а 14 октября 1846 года был назначен сенатором.
Умер в Петербурге 31 января (12 февраля) 1869 года, в чине действительного тайного советника, и погребён на кладбище Фарфорового завода.

## Награды
- орден Св. Владимира 4-й степени с бантом
- орден Св. Анны 4-й ст.
- орден Св. Станислава 1-й ст. (31.12.1832)[2]
- орден Св. Анны 1-й ст. (18.01.1837; императорская корона к ордену — 06.12.1844)[3]

### Семья
Жена (с 26 мая 1824) — княжна Александра Семёновна Херхеулидзева (1802 — 21.11.1848), дочь статского советника князя Семёна Захаровича Херхеулидзева; сестра керченского градоначальника Захара Херхеулидзева и известной красавицы Татьяны Вейдемейер. В 1832 году графиня Долли Фикельмон писала в своём дневнике: «В обществе множество сплетен о семье Мордвиновых. Иногда оно поистине беспощадно, и Мордвинова, эта бедная и безобидная маленькая женщина, стала на сей раз его жертвой, по-моему, совершенно несправедливо. Императрица, однажды сказала: „Лагрене — любовник Мордвиновой“. С тех пор общество забросило каменьями эту бедную женщину, однако, он сам клался, что не был её любовником». Похоронена на кладбище Фарфорового завода рядом с мужем.
Дети:
- Семён (1825—1900), сенатор, член Государственного совета.
- Николай (1827—1884), управляющий Самарской контрольной палатой (на 1870), действительный статский советник (1870). Жена — Е. А. Полетика.
- Екатерина (1829—1834)
- Софья (14 мая 1836—1836), крещена в Казанском соборе, крестница тётки Клеопатры Херхеулидзевой.
- Ольга (1838—1900), была помощницей-распорядительницей Высших женских курсов.
- Александр (1842—1889)